# 新营镇 (榆中县)
新营镇，是中华人民共和国甘肃省兰州市榆中县下辖的一个乡镇级行政单位。
2016年，甘肃省民政厅批复同意撤销新营乡，设立新营镇。

## 行政区划
新营镇下辖以下地区：
清水沟村、黄坪村、祁家河村、八门寺村、红土坡村、刘家湾村、桦岭村、窝子湾村、杨家营村、罗景村、寨子村、谢家营村和新营村。